# Jens Salumäe
Jens Salumäe (* 15. März 1981 in Tallinn) ist ein ehemaliger estnischer Skispringer.

## Werdegang
Jens Salumäe sprang während seiner aktiven Laufbahn für den estnischen Verein Nõmme SK und für den finnischen Verein Puijon Hihtoseura aus Lahti. Er nahm in der Saison 2002/2003 erstmals am Weltcup teil und belegte am Ende der Saison den Gesamtplatz 82. Vorher sprang er schon 2002 beim Sommer-Grand-Prix in Lahti (Platz 43) und bei den Olympischen Winterspielen 2002 in Park City, Utah, (Platz 49). Seine beste Weltcupplatzierung war ein 21. Platz am 30. November 2003 in Kuusamo. Seine beste Weltcupgesamtplatzierung war der 59. Platz (2005/2006). Salumäe war mehrere Jahre lang Inhaber des estnischen Rekordes im Skisprung. Salumäe war vor seiner Karriere als Spezialspringer Nordischer Kombinierer. Nach der Saison 2007/2008 beendete Jens Salumäe seine aktive Karriere als Spezialspringer.

## Erfolge

### Weltcup-Platzierungen
| Saison  | Platz | Punkte |
| ------- | ----- | ------ |
| 2002/03 | 82.   | 02     |
| 2003/04 | 66.   | 10     |
| 2005/06 | 59.   | 16     |
| 2006/07 | 90.   | 01     |